# Næsbyhoved-Broby Sogn

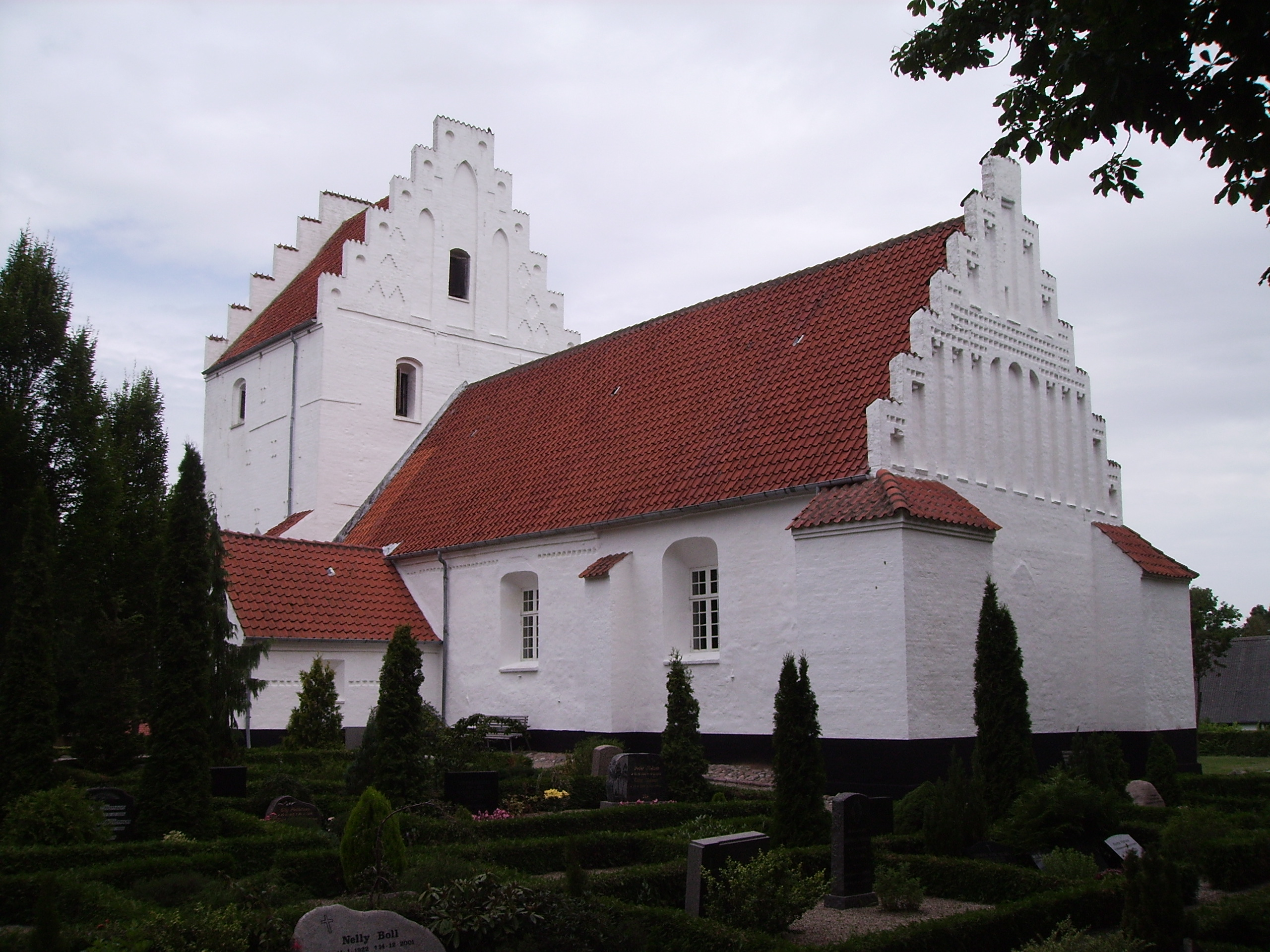
Næsbyhoved-Broby Kirke

Næsbyhoved-Broby Sogn ist eine Kirchspielsgemeinde (dän.: Sogn) auf der Insel Fyn (dt.: Fünen) im südlichen Dänemark. Bis 1970 gehörte sie zur Harde Odense Herred im damaligen Odense Amt, danach zur Odense Kommune im Fyns Amt, die im Zuge der  Kommunalreform zum 1. Januar 2007 Teil der Region Syddanmark geworden ist.
Im Kirchspiel leben 3785 Einwohner, davon 1506 im Kirchdorf (Stand: 1. Januar 2023). Im Kirchspiel liegt die Kirche „Næsbyhoved-Broby Kirke“.
Nachbargemeinden sind im Norden Allesø Sogn, im Nordosten Lumby Sogn, im Südosten Næsby Sogn, im Süden Paarup Sogn und Korup Sogn, ferner in der westlich angrenzenden Nordfyns Kommune Vigerslev Sogn und Søndersø Sogn.